# Bitwa pod Torgau
Bitwa pod Torgau (Torgawą) – starcie zbrojne wojsk pruskich i austriackich, które miało miejsce 3 listopada 1760 roku w Saksonii podczas trzeciej wojny śląskiej.
W bitwie tej Fryderyk II Wielki po raz pierwszy podzielił swoje oddziały. Król planował następujący wariant uderzenia: jego siły główne miały za zadanie obejść pozycje austriackie i zmusić je do odwrotu, natomiast korpus von Zietena w sile 15 000 ludzi miał rozbić przeciwnika uderzeniem frontalnym.
Austriacy pod wodzą von Dauna zajmowali jednak dogodne pozycje z lewym skrzydłem opartym o Łabę, prawe natomiast oparte było na wzgórzach, gdzie rozmieszczono silną artylerię. Od frontu Austriaków osłaniały liczne zarośla, rozpadliny i moczary. Podobnie osłonięty był korpus generała Lasena.
Podczas marszu korpus Austriaków pod wodzą St. Ignonsa został przedwcześnie zaatakowany przez huzarów von Zietena, a dowódca austriacki dostał się do niewoli.
Fryderyk tymczasem obszedł prawe skrzydło austriackie i uderzył na nie 10 batalionami grenadierów, mimo że jego artyleria i większość sił głównych nie dotarły jeszcze na pole bitwy. Siły Dauna odparły jednak atak pruski silnym ogniem artylerii: w ciągu zaledwie pół godziny zginęło 5 000 grenadierów pruskich.
Po nadejściu sił głównych Fryderyk nakazał kolejny atak, również odparty przez Austriaków. Przeciwko pruskiej piechocie ruszyli kirasjerzy Dauna, którzy wyparli Prusaków do okolicznych lasów.
Gdy na placu bitwy pojawiła się pruska kawaleria, została początkowo odparta przez Austriaków. Drugi atak pruski był już pomyślny – szczególnie kirasjerów Spaena. Atak piechoty austriackiej został odparty, a żołnierze rozpoczęli odwrót. Wtedy na Austriaków uderzyły siły von Ziethena, zdobywając działa przeciwnika na wzgórzu i rozpoczynając z nich ostrzeliwanie uciekającego wroga.
Dwukrotne próby odzyskania wzgórza zakończyły się niepowodzeniem. Austriacy wycofali się. Bitwa zakończyła się dopiero pod wieczór i przyniosła zwycięstwo wojskom pruskim przy stosunkowo wysokich stratach obu stron.